# Kam Air
Kam Air (Pasjtoe: کام ایر) is een Afghaanse luchtvaartmaatschappij met haar thuisbasis in Kabul. Van daaruit voert zij passagiers-, vracht- en chartervluchten uit binnen Afghanistan en naar omringende landen. Kam Air is opgericht in 2003 door Z.M. Kamgarand.

## Bestemmingen
- Afghanistan
  - Faizabad (Faizabad Airport)
  - Chaghcharan (Chaghcharan Airport)
  - Herat (Herat Airfield)
  - Kabul (Kabul International Airport) Hub
  - Kandahar (Kandahar International Airport)
  - Kunduz (Kunduz Airport)
  - Lashkar Gah (Bost Airport)
  - Mazar-e Sjarif (Mazar-e Sharif Airport)
  - Tarin Kowt (Tarin Kowt Airport)
  - Zaranj (Zaranj Airport)

- India
  - Delhi (Indira Gandhi International Airport)

- Iran
  - Mashhad (Mashhad International Airport)
  - Teheran (Teheran Imam Khomeini International Airport)

- Saoedi-Arabië
  - Jeddah (King Abdulaziz International Airport)

- Tadzjikistan
  - Doesjanbe (Dushanbe Airport)

- Verenigde Arabische Emiraten
  - Dubai (Dubai International Airport)

## Vloot
De vloot van Kam Air bestaat uit de volgende toestellen (mei 2025):
| Type            | In dienst | Orders | Passagiers | Passagiers | Passagiers | Opmerkingen |
| Type            | In dienst | Orders | C          | Y          | Totaal     | Opmerkingen |
| --------------- | --------- | ------ | ---------- | ---------- | ---------- | ----------- |
| Airbus A340-300 | 4         | —      | —          | 346        | 346        |             |
| Boeing 737-300  | 6         | —      | —          | 143        | 143        |             |
| Boeing 737-500  | 1         | —      | —          | 126        | 126        | YA-KMN      |
| Totaal          | 10        | —      |            |            |            |             |

## Incidenten
- 3 februari 2005: Kam Air-vlucht 904